# Роттюмерплат
Роттюмерплат (нидерл. Rottumerplaat) — остров в составе Западно-Фризских островов.
Остров, который является самой северной точкой Нидерландов, находится в Северном море. К югу от него расположен мелководный участок, так называемое Ваттовое море или, как оно обычно именуется в русскоязычной научной литературе — море Ваддензее. Административно остров относится к муниципалитету Эмсмонд провинции Гронинген.
Остров возник как отмель в 1833 году, а в 1860 году получил своё название. Из-за наносов береговая линия и площадь постоянно изменяются. На острове Роттумерплаат нет постоянных жителей, кроме того, свободное посещение острова запрещено. Роттумерплаат — государственный природный резерват-заповедник; для охраны острова и мониторинга природных явлений с апреля по сентябрь на острове, по контракту с государственной лесной службой Нидерландов, временно живут 2-3 наблюдателя.
На острове обитает множество птиц: колпицы, чайки, кулики-сороки, чернозобик, морской зуёк и другие кулики.